# Кајахога
Кајахога (енгл. Cuyahoga River) је река која протиче кроз САД. Дуга је 136,6 km. Протиче кроз америчку савезну државу Охајо. Улива се у језеро Ири.